# Lisa Adams
Pour les articles homonymes, voir Adams.
Lisa Adams, née le 18 novembre 1990 à Rotorua, est une lanceuse de poids handisport néo-zélandaise concourant dans la catégorie F37 pour les personnes ayant des problèmes de coordination. Elle est la sœur cadette de la championne olympique Valerie Adams qui est également son entraîneuse.

## Biographie
Née à Rotorua, son père; Sydney Adams, est Anglais tandis que sa mère, Lilika Ngauamo est originaire des Tonga. Elle fait partie d'une fratrie de 18 enfants de cinq mères différentes parmi lesquels se trouvent la lanceuse de poids Valerie Adams et le basketteur Steven Adams.  Lisa Adams a une paralysie cérébrale et est hémiplégique du côté gauche du corps, ce qui affecte sa force, son amplitude et sa vitesse de mouvement.
Elle débute l'athlétisme en 2017 après avoir été repéré par Raylene Bates, l'entraîneur principal de l'équipe de Nouvelle-Zélande handisport d'athlétisme. Moins d'un an après ses débuts en athlétisme handisport, elle remporte son premier titre national.
Lors des Sir Graeme Douglas Athletics Championships le 21 mars 2019, elle bat le record du monde du lancer du poids F37 avec un jet 14,52 m, trois semaines après avoir déjà amélioré le record avec un lancer à 14,13 m aux Championnats néo-zélandais. Le premier record n'a pas été enregistré car les championnats n'est pas un meeting agréé par World Para Athletics.
Aux Championnats du monde 2019 à Dubaï, Lisa Adams monte sur la première marche du podium du lancer du poids F37 en battant de 18 cm le record du monde avec un jet en 14,80 m lors de son 5e essai. Elle réussit à battre le record deux fois dans la même compétition, son premier jet a 14,70 m étant déjà un record du monde.

## Récompenses

### Nominations
- 2019 : ISPS Handz Para Athlete/Team of the Year lors des Halberg Awards[10]

## Palmarès
| Année | Compétition           | Lieu  | Place | Épreuve              | Marque       |
| ----- | --------------------- | ----- | ----- | -------------------- | ------------ |
| 2019  | Championnats du monde | Dubaï | 1re   | Lancer du poids F37  | 14,80 m (WR) |
| 2019  | Championnats du monde | Dubaï | 7e    | Lancer du disque F38 | 28,30 m      |
| 2021  | Jeux paralympiques    | Tokyo | 1re   | Lancer du poids F37  | 15,12 m (PR) |